# Gonodera luperus
Gonodera luperus är en skalbaggsart som först beskrevs av Herbst 1783.  Gonodera luperus ingår i släktet Gonodera, och familjen svartbaggar. Arten är reproducerande i Sverige.